# Танцирейська волость
Танцирейська волость — історична адміністративно-територіальна одиниця Новохоперського повіту Воронізької губернії з центром у слободі Танцирей.
Станом на 1880 рік складалася 9 поселень, 9 сільських громад. Населення — 12 403 особи (5930 чоловічої статі та 6473 — жіночої), 1939 дворових господарств.
|                     | Площа, десятин | У тому числі орної, дес. |
| ------------------- | -------------- | ------------------------ |
| Сільських громад    | 24393          | 15701                    |
| Приватної власності | 8157           | 4178                     |
| Іншої власності     | 227            | 166                      |
| Загалом             | 32777          | 20045                    |

Поселення волості на 1880 рік:
- Танцирей — колишнє державне село при річці Танцирейка за 57 верст від повітового міста, 4967 осіб, 784 двори, православна церква, 5 лавок, 15 вітряних млинів.
- Жуліковка — колишнє державне село при річці Хопер, 1534 особи, 252 двори, православна церква, 2 лавки.
- Петровське — колишнє власницьке село при річці Хопер, 1141 особа, 225 дворів, православна церква, школа, лікарня, постоялий двір, 5 лавок, 3 ярмарки на рік.
- Третяки — колишнє державне село при річці Хопер, 3724 особи, 539 дворів, православна церква, 4 лавки, 2 салотопні, базари та 2 ярмарки на рік.

За даними 1900 року у волості налічувалось 10 поселень із переважно російським населенням 2470 дворових господарств, населення становило 15 958 осіб (7841 чоловічої статі та 8117 — жіночої).